# Blémerey (Vosges)
Blémerey ([blɛmˈɲɛ] ) ist eine französische Gemeinde mit 30 Einwohnern (Stand: 1. Januar 2022) im Département Vosges in der Region Grand Est. Sie gehört zum Arrondissement Neufchâteau (bis 2024 Arrondissement Épinal) und zum Gemeindeverband Communauté de communes de Mirecourt Dompaire.

## Geografie
Die Gemeinde Blémerey liegt im Xaintois, etwa 40 Kilometer nordwestlich von Épinal und 40 Kilometer südlich von Nancy, an der Grenze zum Département Meurthe-et-Moselle. Durch Blémerey fließt der Ruisseau le Breuil, der zum Mosel-Nebenfluss Madon entwässert. Der Waldanteil an der Fläche der Gemeinde beträgt etwa 10 %. Nur wenige Kilometer nördlich von Blémerey erhebt sich die markante Colline de Sion mit dem Turm Signal de Vaudémont auf 541 Meter über dem Meer. Nachbargemeinden von Blémerey sind Fraisnes-en-Saintois im Nordosten, Frenelle-la-Petite im Südosten, Oëlleville im Südwesten, Chef-Haut im Westen sowie Courcelles im Nordwesten.

## Geschichte
In einer Urkunde wurde Blémerey erstmals 1403 oder 1413 genannt. Das Dorf war Teil der Vogtei Mirecourt. Die Kapelle Saint-Hubert in Blémerey gehörte zur Pfarrei des Nachbardorfes Courcelles im Dekanat Saintois der Diözese Toul.
Die Kirche Saint-Hubert (St. Hubertus) wurde 1561 errichtet. Die Schule aus dem Jahr 1881 existiert heute nicht mehr.
In einem später gebauten Schulgebäude ist heute das Amtszimmer des Bürgermeisters (Mairie) untergebracht. An die frühere Funktion erinnert heute noch die Fassade mit der Aufschrift Ecole Communale.
|  |  |

### Bevölkerungsentwicklung
| Jahr      | 1962 | 1968 | 1975 | 1982 | 1990 | 1999 | 2006 | 2012 | 2021 |
| --------- | ---- | ---- | ---- | ---- | ---- | ---- | ---- | ---- | ---- |
| Einwohner | 41   | 46   | 44   | 39   | 31   | 26   | 17   | 19   | 32   |

Im Jahr 1836 wurde mit 134 Bewohnern die bisher höchste Einwohnerzahl ermittelt. Die Zahlen basieren auf den Daten von cassini.ehess und INSEE.

## Wirtschaft und Infrastruktur
In der Gemeinde ist ein Landwirtschaftsbetrieb ansässig (Milchviehhaltung).
Blémerey liegt abseits der überregionalen Verkehrsströme. Sechs Kilometer südlich des Dorfes verläuft die teilweise zweistreifige Fernstraße D 166, die von Épinal über Mirecourt nach Neufchâteau führt.